# Bágovskaya
Bágovskaya (del ruso: Ба́говская) es una stanitsa del raión de Mostovskói del krai de Krasnodar, en el Cáucaso de Rusia. Se encuentra situada en la confluencia del río Jodz y su afluente, el Gurman, en el boscoso curso superior de montaña del primero. Está rodeada de bosques caducifolios (haya, carpe, roble). En los alrededores ha habido hallazgos de dolmenes. Dista 29 km al sudoeste de Mostovskói y 159 km al sudoeste de Krasnodar, capital del krai. Tenía 2 779 habitantes en 2010.
Es cabeza del municipio Bágovskoye, al que pertenecen asimismo Bugunzha, Kizinka y Uzlovói.

## Historia
La stanitsa fue fundada en 1862, durante la guerra del Cáucaso. El nombre proviene del de la tribu bag de los abaza, grupo étnico abjaso-adigué. Fue integrada en el otdel de Maikop del óblast de Kubán. En 1924 pasó a formar parte del krai del Cáucaso Norte. De 1928 a 1934 estuvo incluido en el raión de Labinsk, hasta que en 1937 se constituyó el raión de Mostovskói del krai de Krasnodar (sería abolido y reconstituido en varias ocasiones hasta la actualidad).

## Economía y transporte
Las principales ocupaciones de la stanitsa son una serrería y el mármol.
Por la localidad pasa una carretera que la conecta a Uzlovói (4.5 km) y Bugunzha (11 km) al sur y Kizinka (2.5 km) y Beslenéyevskaya (10.3 km) en el norte y nordeste.